# 阿富汗和平进程
阿富汗和平进程是指自1978年四月革命以来，阿富汗衝突各方為追求停火而開啟的和平进程。
20世纪80年代中期至1992年，巴布拉克·卡尔迈勒和穆罕默德·纳吉布拉政府在全國范圍內推行民族和解政策。 
美国入侵阿富汗后，各方簽署了2001年《波恩协议》。
在阿什拉夫·加尼总统任期内，阿富汗境內的非暴力抵抗运动十分活跃。2018年6月16日至18日，阿富汗政府军与塔利班同时短暂停火。
2021年9月5日，民族抵抗阵线成员艾哈邁德·馬蘇德呼吁自己所在的組織的武裝人員与塔利班停火。